# Paul Bocuse
Paul Bocuse (ur. 11 lutego 1926 w Collonges-au-Mont-d’Or w departamencie Rodan, zm. 20 stycznia 2018 tamże) – francuski szef kuchni.

## Życiorys
Pochodził z rodziny kucharzy. W wieku 16 lat rozpoczął praktykę w restauracji de la Soierie w Lyonie. W 1944, w wieku 18 lat, wstąpił na ochotnika do Armii Wolnych Francuzów i walczył w składzie 1 dywizji. Po zakończeniu wojny powrócił do Lyonu, gdzie uczył się pod kierunkiem Eugénie Brazier, a następnie w Paryżu u Gastona Richarda.
Zaliczany jest do pionierów nowej kuchni francuskiej (nouvelle cuisine), bardziej dietetycznej niż tradycyjna kuchnia francuska (cuisine classique) z uwagi na wykorzystywanie wyłącznie świeżych produktów. W 1975 na obiedzie prezydenckim w Pałacu Elizejskim podano jedno z najsłynniejszych dań Bocuse'a – zupę z trufli (soupe aux truffes). Danie to stało się potem wizytówką restauracji Soupe V.G.E. w pobliżu Lyonu (inicjały V.G.E. odnosiły się do prezydenta Valéry’ego Giscarda d’Estaing). Za najbardziej znaną restauracją Bocuse'a uchodziła l'Auberge du Pont de Collonges w Collonges-au-Mont-d’Or, wyróżniona trzema gwiazdkami w przewodniku Michelina. Sieć restauracji tematycznych Bocuse'a, działająca w Lyonie, oferuje różne odmiany kuchni francuskiej.
Instytut noszący imię francuskiego kuchmistrza organizuje czteromiesięczne szkolenia z zakresu regionalnej kuchni francuskiej i doboru win dla studentów z dziewięciu uniwersytetów, tworzących sieć Paul Bocuse Worldwide Alliance. W gronie uczniów Bocuse'a znajduje się kilku kuchmistrzów o międzynarodowej sławie, w tym Austriak Eckart Witzigmann, pierwszy kucharz z kraju niemieckojęzycznego, którego restauracja otrzymała trzy gwiazdki w przewodniku Michelina. Przyznawana od 1987 nagroda Złotego Bocuse'a (Bocuse d’Or) uchodzi za jedno z najbardziej prestiżowych wyróżnień dla szefów kuchni na świecie.
The Culinary Institute of America w 2011 nagrodził Paula Bocuse'a tytułem Kuchmistrza Stulecia (Chef of the Century). W 1975 został komandorem Legii Honorowej.
Syn Paula Bocuse'a, Jérôme, kieruje restauracją w pawilonie francuskim w amerykańskim Walt Disney World Resort w Orlando.